# Margarita Padilla García
Margarita Padilla García (Barcelona, 22 de gener de 1957) és una enginyera i programadora informàtica catalana, autora de diversos textos de pensament crític a les tecnologies i a la societat xarxa en la societat de la informació i una de les fundadores de Sindominio, projecte que es crea a Madrid entre 1998 i 2000 per al suport de col·lectius socials a la xarxa. En els seus treballs analitza l'evolució de l'ús de la tecnologia social, la lluita de col·lectius a la xarxa i l'emergència d'un nou ecosistema social i col·laboratiu enfront de l'ús comercial, aprofitant les possibilitats de la xarxa distribuïda.

## Trajectòria
Va estudiar enginyeria tècnica en informàtica de sistemes a la Universitat Politècnica de Catalunya (1985-1994) de Barcelona. En 1997 es va traslladar a Madrid.
En 1998 comença el seu itinerari tecnopolític. Va participar en l'assemblea del Node50 organització dedicada a potenciar l'ús de la tecnologia en la societat civil que va abandonar en 1999 per participar en la creació de sinDominio al centre social okupado El Laboratori I. En deixar el Node 50 va publicar el text Porqué Nodo50 ha dejado de interessarme on Padilla, a més d'explicar les seves raons per deixar el projecte, realitza una àmplia anàlisi del procés de transformació que està vivint internet, la privatització i liberalització de serveis l'expansió de les multinacionals i reivindica la necessitat de construir un model de “telemàtica antagonista” des del sud i la utilització de programari lliure. A més adverteix que les noves tecnologies no basten per modificar pràctiques profundament arrelades en les velles formes de fer política.
En el 2000 va participar en el hacklab Cielito Lindo creat al barri de Lavapiés de Madrid.
De 2000 a 2006 va dirigir la col·lecció de fascicles Linux Fàcil i la revista mensual Mundo Linux dirigida a programadors professionals, la primera dona que dirigeix una publicació entorn del programari lliure. En el 2006 és una de les fundadores de la cooperativa Dabne dedicada al desenvolupament i implementació de projectes basats en programari lliure on està especialitzada en la gestió de projectes tecnològics i comunicació, accessibilitat i gestió de continguts digitals. En 2009 va formar part de la creació del grup que fins a 2013 va emetre el programa Una línea sobre el mar en Radio Circulo, del Cículo de Bellas artes de Madrid un espai dedicat al que denominen filosofia de garatge.
En 2010 va publicar l'article “Qué piensa el mercado” en la revista Espai en Blanc sobre com les noves tecnologies estan transformat els models de negoci i els mercats.
En 2012 va publicar El kit de la lucha en Internet on analitza la nova política que sorgeix a partir d'internet que estem en un món en el qual la possibilitat de mantenir el control i el poder sobretot el que esdevé és absurda i pueril i que el món al que ens porta Internet és un món d'ambigüitat, incontrolabilitat i obertura. Una forma de pensar i de fer molt allunyada del tradicional command and control característic de la vella política. No es tracta que uns cuidin de tot, decideixin per tots, sinó que entre tots aconseguim trobar els mitjans per afrontar problemes i oportunitats.

## Publicacions
- 2012 El kit de la lucha en Internet en la editorial Traficantes de Sueños ISBN 978-84-96453-74-6
- 2011 Politizaciones en el ciberespacio. En “El Impasse de lo político. VVAA Edicions Bellaterra. Espai en Blanc nº 10
- 2010 Qué piensa el mercado. En El combate del Pensamiento. Revista Espai en Blanc.[11]
- 2006 Penélope: tejiendo y destejiendo la red con Raquel Mezquita en el libro Ciberactivismo : sobre usos políticos y sociales de la red Editorial Virus ISBN 84-96044-72-6
- 2006 Compartir es bueno en Mundo Linux: Solo programadores Linux, ISSN 1577-6883, Nº. 90, 2006, págs. 8-10
- 2002 Agujeros negros en la red en Archipiélago: Cuadernos de crítica de la cultura, ISSN 0214-2686, Nº 53 (Ejemplar dedicado a: Programas de subversión), págs. 25-30
- 1999 Curso de Manejo Básico de Herramientas Internet